# 輪迴第7次的惡役令孃，在前敵國享受自由自在的新娘生活
《輪迴第7次的惡役令孃，在前敵國享受自由自在的新娘生活》（簡稱）是日本作家雨川透子撰寫的輕小說系列，2020年2月起於成為小說家吧上連載。2020年10月起經OVERLAP發行實體書，擔綱插圖，出版至今共5卷。下一部人氣輕小說大賞2021「大獎」得獎作品。
2020年12月4日，OVERLAP旗下漫畫網站Comic Gardo開始連載改編漫畫，由作畫，本作入圍2023年電子漫畫大賞（電子漫畫大獎）（みんなが選ぶ!!電子コミック大賞）異世界部門提名名單。。電視動畫於2024年1月開始播放。

## 角色列表
角色譯名皆以東立出版社出版的繁體中文版為準。

### 主要角色
莉雪·伊路姆加德·維爾茲納（Rishe Irmgard Weitzner，聲：長谷川育美）
本作女主角。15歲。擁有故鄉王室遠房旁支血緣的公爵家獨生女，出生一個月後在父母和國王的主張下，與剛出生的迪特里克訂下婚約，公爵之位則在其婚後由表哥過繼繼承，故前六次人生被廢除婚約時也被父母以丟盡顏面為理由趕出家門。自小被父母灌輸要成為王妃的概念，而被逼接受嚴格的王妃教育。先後經歷過六次人生（商人、藥師、鍊金術師、女僕、獵人、騎士），因此精通各式各樣的技能，最後都因战争均在20歲時死亡，並輪迴回到15歲時被廢除婚約的當天。在第七次人生中，成為了加爾古海因帝國皇太子阿諾德的未婚妻，并决定要无所事事的过完一生。
根據作者在推特所述，她在六個人生的領域上的技能均達到S級﹙一般人是D級，而莉雪六個人生的師父則是在專業的領域達到SS級的強者﹚。
阿諾德·海因（聲：島崎信長）
19歲，本作另一個主角。加爾古海因帝國的皇太子。實際上是現任皇帝安斯瓦爾德與聖王國上任巫女的兒子。文武雙全，精通劍術與軍略。十分憎恨引發了無數悲劇的父皇，自己也不被作為人質妃子的生母所愛。在莉雪前六次人生中弒父奪位成為皇帝並對外發動戰爭，在莉雪第六次（騎士）的人生中，親手殺死了女扮男裝的莉雪。但在莉雪第七次的人生，因為阿諾德對莉雪有別於其他女子的言行舉止，從而引起他的注意，於是決定向對方求婚。
根據作者在推特所述，他與安斯瓦爾德是本作中唯二在劍術上達到SSS級的人。

### 艾美迪國
國王（聲：手塚弘道）
艾美迪國的國王，迪特里克的父親。得知兒子開罪了阿諾德後乘坐馬車趕到莉雪家，強行要迪特里克向阿諾德磕頭認錯，並請求莉雪考慮答應阿諾德的求婚。在莉雪的前六次的人生中，因迪特里克發動政變推翻自己失敗後把迪特里克廢嫡，改立年幼的次子艾爾密緹為繼承人。
迪特里克·伯特納·艾美迪（聲：岡本信彥）
艾美迪國的王太子，莉雪的前未婚夫。個性懶惰、自以為是、目中無人。由於莉雪在各方面遠勝於自己，因而對莉雪有極大的自卑感。從而隱瞞父王，擅自在眾人的面前宣佈廢除與莉雪的婚約。在莉雪的前六次的人生中，在廢除婚約的一年後因發動政變推翻父王失敗而被廢嫡，被押送到邊境軟禁。數年後在阿諾德對艾美迪國發動侵略戰爭後失蹤。
艾爾密緹
艾美迪國的第二王子，迪特里克年齡相差甚大的弟弟。在莉雪的前六次人生中，因為特里克發動政變失敗而被廢嫡後成為王太子。
瑪麗（聲：近藤唯）
迪特里克的未婚妻，出身於貧困家庭。為了養活弟弟們而奪走迪特里克。在莉雪的第七次人生中經莉雪的指點下幡然醒悟，之後不斷鞭策迪特里克。
莉雪之母（聲：新谷良子）
莉雪的母親。把成為「成為艾美迪國的王太子妃」的觀念強加在莉雪身上。

### 加爾古海因帝國
安斯瓦爾德·韋爾夫·海因
41歲，加爾古海因帝國的現任皇帝。到處強逼別國獻上包括阿諾德母親在內身份高貴的女性(例如皇族血脈和巫女)，同時會把頭髮並非黑色的子女處死，目前除了皇后佛蘿倫琪亞之外，其他妃子已經全部被處死(阿諾德的生母則是被阿諾德所殺)，是該作一連串悲劇的始作俑者。在莉雪的前六次的人生中被阿諾德殺死。
根據作者在推特所述，他與阿諾德是該作中本二在劍術上達到SSS級的強者。
佛蘿倫琪亞
加爾古海因帝國的現任皇后，也是安斯瓦爾德的眾多妃子中碩果僅存的一位。
西奧多·奧古斯都·海因（聲：伊瀨茉莉也）
15歲，加爾古海因帝國的第二皇子，阿諾德同父異母的弟弟。由於多次救濟貧民窟而深受當地居民的愛戴。十分爱戴自己的哥哥。
奥利弗（聲：土岐隼一）
26歲，阿諾德的侍從。也是唯一可以向阿諾德進諫的部下。
艾爾絲（聲：津田美波）
15歲，莉雪的侍女。出身於貧民窟。個性沉默寡言、面無表情。
蒂亞娜（聲：清水彩香）
17歲，艾爾絲侍女方面的前輩。出身於商家，少數識字率高的侍女。性格強悍。莉雪安排她擔任離宮侍女的教師，負責教育她們讀書識字和工作訓練。
卡米爾（聲：濱野大輝）
阿諾德的近衛騎士，與艾爾絲同樣出身自貧民窟。
凱恩·達利（聲：立花慎之介）
26歲，新興商會亞莉亞商會的會長。莉雪第一次人生（商人）中的僱主與師父。教曉莉雪甚麼是商人的人。十分溺愛自己的妹妹亞莉亞。
根據作者在推特所述，他是在經商方面達到SS級的優秀商人。
亞莉亞·達利
凱恩的妹妹。體弱多病，因莉雪提供的特效藥而恢復健康。

### 雪國科約爾
凱爾・摩根・克里歐伯里（聲：福原克己）
雪國科約爾的王太子。體弱多病，莉雪在第二次人生中的診治對象。早於莉雪的第一次人生時就認識，並在第二、三、七次人生中也用上莉雪研發的藥水治癒，恢復健康。但前六次人生中皆以滅國身亡的下場告終，第七次人生中因莉雪的積極幫助下，達成以加工技術交流與阿諾德合作。
米歇・伊凡（聲：小野大輔）
天才鍊金術師，莉雪在第三次人生中的師父，但因莉雪不能接受火药的研究，所以分离。
从小因母亲离世，父亲开始酗酒，经常一个人在饥饿和寂寞中度过，所以学习也成为了米歇最大的兴趣，小小年纪就进了研究所。
根據作者在推特所述，他是在鍊金術方面達到SS級的優秀鍊金術師。

### 德馬納聖王國
米莉亞·克拉麗莎·喬納爾
喬納爾公爵家的千金，莉雪在第四次（女僕）人生中侍奉的對象，兩世(第4次和第7次人生)皆視莉雪為姊姊。實際上是阿諾德的表妹（其母親是阿諾德母親的妹妹），與喬納爾公爵無血緣關係，但被他寵壞而顯得任性。為教團內定的新一任巫女(因為目前擁有巫女血緣的子孫中，只有米莉亞是女孩)，但為了保密其身份(以免被阿諾德的父親奪走)，對外公佈為擁有符合傳說巫女髮色和貴族血統的「代理巫女」。
約瑟夫·艾仁弗里德·喬納爾
喬納爾家的當家，爵位為公爵。米莉亞的養父，十分疼愛她。藏暱並收養了前任巫女的外甥女米莉亞。
利奧·菲利普斯
11歲，米莉亞家的傭人，從孤兒院被收養的高傲少年。實際上是施耐德主教派遣到喬納爾家保護米莉亞的護衛。莉雪在第六次（騎士）人生中，由於任務失敗而失去了一隻眼睛，之後流落到沙迦國﹙莉雪在第六次人生中所屬的國家﹚。
克里斯托夫·尤斯圖斯·特勞戈特·施耐德
年約30歲，職位為「主教」，負責輔佐大主教。與企圖刺殺流有巫女血脈的米莉亞的大主教為對立關係，因此派遣利奧暗中保護米莉亞。曾經建議莉雪不能與阿諾德結婚，因為他不希望莉雪在不知情下背負自己未來的孩子可能會引起教團和帝國爭端的壓力。在莉雪的前六次人生中與他沒有任何交集。在大主教刺殺米莉亞失敗被罷免後成為大主教，並和阿諾德達成協議，共同保護米莉亞和巫女血脈的子孫們。

### 西格威爾國
哈麗特·蘇菲亞·奧法隆
西迪威爾國的公主。在莉雪第五次（獵人）人生中作為揮霍無度的惡女被夫家法布拉尼亞王國處死，而且在前六次人生也沒逃過處死的結局，實際上是法布拉尼亞王國國王透過她在外國消費時把贋幣流入國際市場，影響他國經濟，並安下莫須有的罪名給她，逼使娘家西迪威爾國不得不加入戰爭以支援法布拉尼亞王國來代替賠償。
本身個性膽小沒自信且對人唯命是從，但和西迪威爾國國民一樣喜歡閱讀書籍。
在莉雪的第七次人生中，以法布拉尼亞王國國王未婚妻的身份參加莉雪和阿諾德的婚禮，得到莉雪開導以得以改變命運，並暗中把未婚夫給予的贋幣放入莉雪的行李，把對方的陰謀透露給莉雪。在綁架事件後，成功解除婚約及以印刷術得到故鄉與阿諾德合作的機會。
卡迪斯·塞繆爾·奧法隆
西迪威爾國的王太子，哈麗特哥哥、魯爾的好友。為了保護哈麗特而委託好友魯爾作為自己的替身陪同她一同前往加爾古海因帝國。莉雪在第五次（獵人）人生中所屬的獵人集團的第二負責人。
魯爾
年齡不詳，擅長變裝、弓箭、消除氣息。西迪威爾國的王太子卡迪斯的好友，因此擔任對方的替身。莉雪在第五次（獵人）人生中所屬的獵人集團的首領，也是莉雪弓術、消除氣息方面的師父，實際上是替王室收集情報的密探組織首領，獵人只是他和手下的偽裝身份。
根據作者在推特所述，他是在有關狩獵方面達到SS級的優秀獵人。

### 沙迦國
約珥·密迦·羅伊瓦斯（聲：石井孝英）
17歲，沙迦國的騎士。莉雪在第六次（騎士）人生中的前輩與室友。羅伊瓦斯男爵家的次子，分別有一個年齡相距甚大的哥哥和姐姐。擅長劍術，被譽為「沉睡的天才劍士」。3年前﹙14歲﹚加入騎士團。在莉雪的第六次（騎士）人生中最後死於阿諾德之手。
根據作者在推特所述，他是在有關劍術方面達到SS級的優秀騎士。

### 哈里爾・拉薩
紮哈德
沙漠之國哈里爾・拉薩的現任國王。

## 出版書籍

### 輕小說
| 卷數 | OVERLAP        | OVERLAP                | 青文出版社     | 青文出版社             |
| 卷數 | 發售日期       | ISBN                   | 發售日期       | ISBN                   |
| ---- | -------------- | ---------------------- | -------------- | ---------------------- |
| 1    | 2020年10月25日 | ISBN 978-4-86554-767-2 | 2024年5月15日  | ISBN 978-626-383-659-4 |
| 2    | 2021年2月25日  | ISBN 978-4-86554-852-5 | 2024年7月25日  | ISBN 978-626-383-885-7 |
| 3    | 2021年6月25日  | ISBN 978-4-86554-944-7 | 2024年11月28日 | ISBN 978-626-399-720-2 |
| 4    | 2021年11月25日 | ISBN 978-4-8240-0029-3 |                |                        |
| 5    | 2023年8月25日  | ISBN 978-4-8240-0218-1 |                |                        |
| 6    | 2023年12月25日 | ISBN 978-4-8240-0690-5 |                |                        |

### 漫畫
| 卷數 | OVERLAP        | OVERLAP                | 東立出版社    | 東立出版社             |
| 卷數 | 發售日期       | ISBN                   | 發售日期      | ISBN                   |
| ---- | -------------- | ---------------------- | ------------- | ---------------------- |
| 1    | 2021年6月25日  | ISBN 978-4-86554-952-2 | 2022年9月16日 | ISBN 978-957-26-8211-1 |
| 2    | 2021年11月25日 | ISBN 978-4-8240-0036-1 | 2024年6月24日 | ISBN 978-626-02-0096-1 |
| 3    | 2022年6月25日  | ISBN 978-4-8240-0224-2 |               |                        |
| 4    | 2023年2月25日  | ISBN 978-4-8240-0431-4 |               |                        |
| 5    | 2023年8月25日  | ISBN 978-4-8240-0599-1 |               |                        |
| 6    | 2024年2月25日  | ISBN 978-4-8240-0751-3 |               |                        |
| 7    | 2024年10月25日 | ISBN 978-4-8240-0984-5 |               |                        |

## 電視動畫
改編動畫於2024年1月首播。

### 主題曲
片頭曲「Another Birthday」
主唱：土岐隼一，作詞：RUCCA，作曲：mido（HANO）、廣澤優也（HANO），編曲：廣澤優也（HANO）
第1話作片尾曲，第6話未使用
片尾曲
主唱：THE BINARY，作詞：新田目駿（HANO），作曲：mido，編曲：廣澤優也（HANO）
第1話未使用

### 各話列表
| 話數 | 標題                          | 劇本     | 分鏡              | 演出                | 作畫監督                                                         | 總作畫監督        | 首播日期      |
| ---- | ----------------------------- | -------- | ----------------- | ------------------- | ---------------------------------------------------------------- | ----------------- | ------------- |
| #01  | 殺害過我的未婚夫 （）         | 待田堂子 | 岩田和也          | 所俊克              | 泉坂司                                                           | 今西亨 井上英紀   | 2024年 1月7日 |
| #02  | 染上一片金色的皇都 （）       | 待田堂子 | 岩田和也 大原實   | 吉川志我津          | 芝田千紗 齊藤準一 泉坂司                                         | 吉田和香子        | 1月14日       |
| #03  | 隔著輕薄禮服的輪舞曲 （）     | 待田堂子 | 境宗久            | 境宗久              | 時永宜幸 志水 子 阿形大輔 近藤優次 松本朋之 立中順平（舞蹈場景） | 田中穰            | 1月21日       |
| #04  | 不好對付的香料就在祕方中 （） | 武井風太 | 高橋幸雄          | 高橋幸雄            | 芝田千紗 泉坂司 熊田明子                                         | 吉田和香子        | 1月28日       |
| #05  | 另一樁生意 （）               | 武井風太 | 杉島邦久          | 齊藤秀二            | 志水 子 阿形大輔 鹽澤樞 武內啟 田中穰                            | 長森佳容          | 2月4日        |
| #06  | 世界上的唯一 （）             | 武井風太 | 梅本唯            | 吉川志我津 田中貴大 | 芝田千紗 泉坂司 吉田翔太 小泉洋                                  | 熊田明子          | 2月11日       |
| #07  | 留下鼓動的搖籃曲 （）         | 根元歲三 | 杉島邦久          | 福島利規 岩田和也   | 西村千春 尾鼻亮太 Revival 光之園動畫                             | 長森佳容          | 2月18日       |
| #08  | 湛藍的遠方 （）               | 根元歲三 | 高橋幸雄          | 高橋幸雄            | 時永宜幸 志水 子 松下純子 鹽澤樞 阿形大輔 佐藤 龍光              | 長森佳容          | 2月25日       |
| #09  | 來自北方的訪客 （）           | 根元歲三 | 杉島邦久          | 吉川志我津          | 芝田千紗 熊田明子 高市彩加 鈴木光                                | 吉田和香子 泉坂司 | 3月3日        |
| #10  | 飄香的菸草點燃火光 （）       | 待田堂子 | 吉川博明          | 梅本駿平            | 時永宜幸 志水 子 西村千春 阿形大輔 龍光 Trilple A Revival        | 田中穰 長森佳容   | 3月10日       |
| #11  | 雪花的決心 （）               | 待田堂子 | 岩田和也 西田正義 | 齊藤秀二            | 芝田千紗 武內啟 時永宜幸 村田憲泰 西村千春 龍光                  | 田中穰 長森佳容   | 3月17日       |
| #12  | 最美麗的事物 （）             | 待田堂子 | 杉島邦久          | 高橋幸雄            | 芝田千紗 泉坂司 松井京介 高市彩加                                | 今西亨 井上英紀   | 3月24日       |

### BD
| 卷數 | 發售日期      | 收錄話數       | 規格編號  |
| ---- | ------------- | -------------- | --------- |
| 上   | 2024年4月24日 | 第1話 - 第6話  | OVXN-0065 |
| 下   | 2024年6月26日 | 第7話 - 第12話 | OVXN-0066 |

### 播映平台
| 播映地區 | 播映平台          | 播映日期              | 播映時間              | 備註 |
| -------- | ----------------- | --------------------- | --------------------- | ---- |
| 臺灣     | 巴哈姆特動畫瘋    | 2024年1月7日－3月24日 | 星期日 22:00（UTC+8） |      |
| 臺灣     | 中華電信MOD       | 2024年1月7日－3月24日 | 星期日 22:00（UTC+8） |      |
| 臺灣     | Hami Video        | 2024年1月7日－3月24日 | 星期日 22:00（UTC+8） |      |
| 臺灣     | LiTV 線上影視     | 2024年1月7日－3月24日 | 星期日 22:00（UTC+8） |      |
| 臺灣     | Ofiii 歐飛        | 2024年1月7日－3月24日 | 星期日 22:00（UTC+8） |      |
| 臺灣     | MyVideo           | 2024年1月7日－3月24日 | 星期日 22:00（UTC+8） |      |
| 臺灣     | friDay影音        | 2024年1月7日－3月24日 | 星期日 22:00（UTC+8） |      |
| 臺灣     | bbTV              | 2024年1月7日－3月24日 | 星期日 22:00（UTC+8） |      |
| 臺灣     | KKTV              | 2024年1月7日－3月24日 | 星期日 22:00（UTC+8） |      |
| 臺灣     | LINE TV           | 2024年1月7日－3月24日 | 星期日 22:00（UTC+8） |      |
| 臺灣     | 亂搭              | 2024年1月7日－3月24日 | 星期日 22:00（UTC+8） |      |
| 臺灣     | 木棉花 TW YouTube | 2024年1月7日－3月24日 | 星期日 22:00（UTC+8） |      |
| 香港     | 木棉花 HK Youtube | 2024年1月7日－3月24日 | 星期日 22:00（UTC+8） |      |

## 外部連結
- 成為小說家吧官方網站（日語）
- OVERLAP特設網站（日語）
- 漫畫連載網站（日語）
- 電視動畫官方網站（日語）
- 電視動畫官方的X（前Twitter）（日語）